# NGC 7101
NGC 7101 é uma galáxia  localizada na direcção da constelação de Pegasus. Possui uma declinação de +08° 52' 38" e uma ascensão recta de 21 horas, 39 minutos e 34,5 segundos.
A galáxia NGC 7101 foi descoberta em 3 de Agosto de 1864 por Albert Marth.